# Familia Septilici
La familia Septilici (también escrita Șeptilici, Șaptelici, Șeptelici ) era una familia principesca y boyarda (noble) de Bucovina, en el Principado de Moldavia. Desempeñó un papel político y militar importante en la historia de Moldavia, especialmente en los períodos medieval y moderno temprano.
Conexiones documentadas con la Casa de Obrenović (realeza serbia), Cantacuzino (dinastía bizantina), Shakhovskoy (principesco), Svyatopolk-Mirsky (principesco), Rosetti, Sturdza, Bals y otras familias.

## Origen
Los orígenes de la familia Șeptilici se remontan al siglo XV. Los Șeptilici fueron incluidos por Dimitrie Cantemir entre las familias boyardas (nobles) más importantes de Moldavia. El nombre de la familia aparece en documentos internos ya en el siglo XVI, con referencia al reinado de Petru Vodă Rareș.
La familia Șeptilici fue mencionada en documentos reales durante el reinado de Esteban el Grande (1457-1504), cuando la familia comenzó a ganar reconocimiento e influencia.

## Familias conectadas
La familia Septilici, un linaje noble establecido de la región histórica de Moldavia, está conectada a través del matrimonio y la descendencia con varias familias aristocráticas y reales europeas prominentes:
Realeza serbia : a través del matrimonio de María Kesco con un miembro de la familia Septilici, los Septilici están vinculados con la reina Natalia de Serbia (de soltera Keșco), consorte del rey Milán I y madre del rey Alejandro I de Serbia.
Nobleza rumana : Se estableció una conexión con la influyente familia Cantacuzino a través de Aspasia Andrieș Septilici, una de las casas nobles históricamente más importantes de Rumania, que afirma descender de líneas imperiales bizantinas.
Aristocracia rusa : Constantin Andrieș Șeptilici, un miembro notable de la familia, sirvió como consejero de la corte en el Imperio ruso y como gobernador de Crimea. Estuvo casado con la princesa Paraschiva Șahovsky, de la casa principesca Shakhovskoy, una de las familias nobles más antiguas de Rusia con orígenes Rurikid. Maria Septilici (también conocida como Princesa Maria Andrias Septilici), nacida en la región de Chernivtsi (Khotyn), se casó con el príncipe Dmitri Sviatopolk-Mirski, conectando a la familia con la dinastía principesca Svyatopolk-Mirsky .
El linaje Septilici también está asociado con otras familias prominentes de boyardos moldavos, incluidas las familias Rosetti , Sturdza y Bals.

## Historia

### Asesinato del voivoda Gaspar Graziani

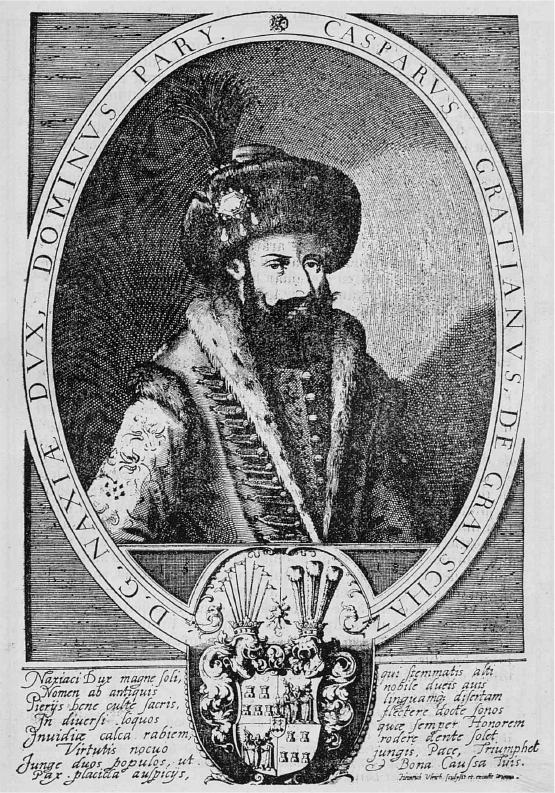
Gaspar Graziani

Uno de los acontecimientos más controvertidos en los que se vio involucrada la familia noble fue el asesinato del gobernante Gaspar Graziani (gobernante de Moldavia entre 1619 y 1620).
Según relatos históricos, miembros de las familias Șeptilici y Goia conspiraron contra Graziani debido a sus políticas peligrosas y tendencias autoritarias. Vieron en su eliminación una manera de evitar una posible invasión otomana y restablecer el orden en el principado.
Su muerte fue un acontecimiento histórico en la historia de Moldavia, y la familia Șeptilici aparentemente jugó un papel importante en la conspiración que condujo a su asesinato.

## Miembros notables
- Vasile Septilici - conde, representante del príncipe ( hetman y burgrave de Suceava ) (1610-1620).
- Ilie Septilici - conde, representante del príncipe, miembro del consejo principesco ( hetman y burgrave de Suceava) (1658-1663).
- Gheorghe Septilici - logothete II, burgrave de Khotyn, Ucrania. (1666-1703).
- Andreica Septilici - comandante de la vanguardia, burgrave de Khotyn, Ucrania .
- Princesa Aspasia Andrias-Septilici (de soltera Cantacuzino ), casada con Ion Septilici. (1822-1870).
- Princesa María Andrias Sviatopolk-Mirsky (de soltera Septilici) - casada con el príncipe Dmitri Sviatopolk-Mirski, nacido en Ucrania, Khotyn, Chernivtsi (24.12.1898-)
- El príncipe Constantino Septilici, gobernador de Crimea, se estableció en Rusia en 1792, recibió de Catalina II el título de consejero titular y el grado de capitán del ejército. Más tarde, en 1803, Alejandro I lo ascendió, otorgándole el rango de Consejero de la Corte, casándose con la Princesa Paraschiva Shakhovskoy.
- El príncipe Arcadie Septilici -Shakhovskoy, capitán, fue un joven oficial de orden del rey Carol I. Estudió en escuelas militares en Rusia. Su abuelo fue Constantin Septilici y su abuela, la princesa Paraschiva Shakhovskoy, heredera de la casa Burchi-Septilici (29 de noviembre de 1839-1923).
- Ivan Petrovich Septilici - Político ruso-moldavo, diputado de la Duma y más tarde presidente elegido de la Duma de Beloyarsk.
- Mircea Septilici - famoso actor de teatro y cine rumano.

## Fincas

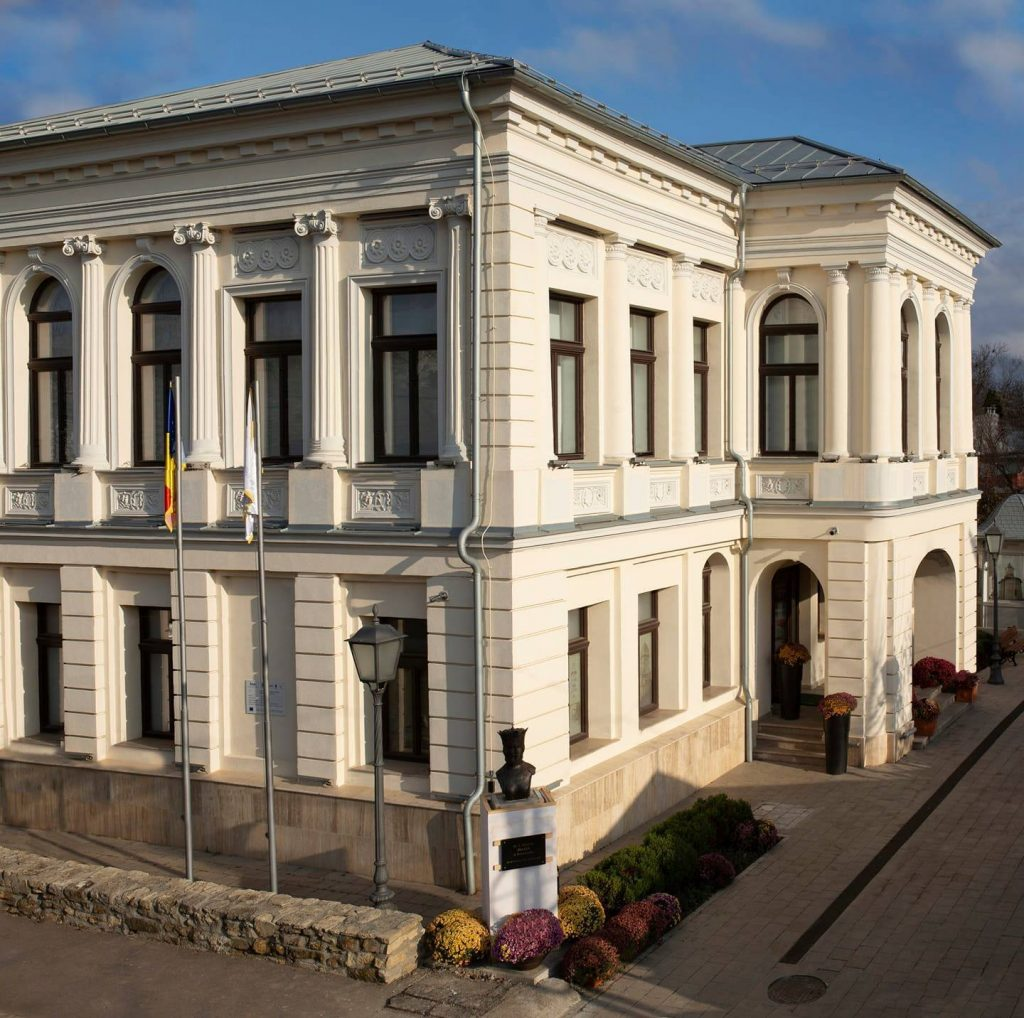
Burchi-Septilici, actualmente conocido como Museo Reina María

En 1907 aparece como propietario de la casa Burchi un tal Ilie Șeptilici. Era descendiente de Șeptilici el atamán, comandante del ejército moldavo, decapitado en 1621 por Alexandru Iliaș Vodă. La familia Șeptilici también tuvo descendientes en Moldavia al otro lado del Prut (que se convirtió en la gobernación rusa de "Besarabia" después de 1812). Es conocido su bisabuelo, Constantin Andries Șeptilici, antiguo consejero en Rusia y gobernador de Crimea, que estuvo casado con la princesa Paraschiva Șahovsky.

## Lectura adicional
- Iftimi, Sorin (2013). «Casa Burchi-Zmeu din Iași, Viitorul Sediu al Muzeului Municipal» [The Burchi-Zmeu House in Iași, the Future Headquarters of the Municipal Museum]. Biblioteca Digitală a Publicațiilor Culturale (en rumano). pp. 114-115.
- Rădulescu, Mihai Sorin (2011). «Un vechi arbore moldovenesc – Șeptilici [An old Moldavian tree – Șeptilici]». În căutarea unor istorii uitate: familii românești și peripluri apusene [In search of forgotten histories: Romanian families and Western journeys] (en rumano). Bucharest: Vremea. pp. 129-130. ISBN 978-973-645-407-3. OCLC 795148292.

- Datos: Q127281363
- Multimedia: Șeptilici family / Q127281363